# Dóia Guglielmi
Adilor Guglielmi, mais conhecido como Dóia Guglielmi (Içara, 26 de novembro de 1961) é um político brasileiro, filiado ao Partido da Social Democracia Brasileira (PSDB).

## Carreira
Foi deputado à Assembleia Legislativa de Santa Catarina na 17ª legislatura (2011 — 2015).